# Pseudorhynchus froggatti
Pseudorhynchus froggatti är en insektsart som beskrevs av Kirby, W.F. 1906. Pseudorhynchus froggatti ingår i släktet Pseudorhynchus och familjen vårtbitare. Inga underarter finns listade i Catalogue of Life.